# Metanatroautunita
La metanatroautunita és un mineral de la classe dels fosfats que pertany al grup de la metaautunita. Va ser anomenat el 1957 per A. A. Chernikov, O. V. Krutetskaya i N. I. Organova pel fet de ser un membre ric en sodi del grup de l'autunita, sent anomenat inicialment com a autunita sòdica o natroautunita, i rebatejada al nom actual l'any 1994.

## Característiques
La metanatroautunita és un fosfat de fórmula química Na(UO₂)(PO₄)(H₂O)₃. Cristal·litza en el sistema tetragonal. La seva duresa a l'escala de Mohs es troba entre 2 i 2,5.
Segons la classificació de Nickel-Strunz, la metanatroautunita pertany a «08.EB: Uranil fosfats i arsenats, amb ràtio UO₂:RO₄ = 1:1» juntament amb els següents minerals: autunita, heinrichita, kahlerita, novačekita-I, saleeïta, torbernita, uranocircita, uranospinita, xiangjiangita, zeunerita, metarauchita, rauchita, bassetita, lehnerita, metaautunita, metasaleeïta, metauranocircita, metauranospinita, metaheinrichita, metakahlerita, metakirchheimerita, metanovačekita, metatorbernita, metazeunerita, przhevalskita, metalodevita, abernathyita, chernikovita, metaankoleïta, natrouranospinita, trögerita, uramfita, uramarsita, threadgoldita, chistyakovaïta, arsenuranospatita, uranospatita, vochtenita, coconinoïta, ranunculita, triangulita, furongita i sabugalita.

## Formació i jaciments
Tan sols ha estat descrita als Estats Units (als estats de Dakota del Sud i Maine), a Egipte, al Tadjikistan i a Austràlia.